# France université numérique
A France université numérique egy francia oktatótechnológiai cég, amely tömeges, nyílt online kurzusokat ajánl. Alapítója a Ministère de l'Éducation nationale. A France université numérique együttműködik egyetemekkel, hogy azok egyes kurzusait online elérhetővé tegye a mérnöki tudomány, bölcsészet, orvostudomány, biológia, társadalomtudomány, matematika, gazdaságtudomány, számítástudomány és egyéb területekről.

## Fordítás
- Ez a szócikk részben vagy egészben  a   France université numérique című francia Wikipédia-szócikk fordításán alapul.  Az eredeti cikk szerkesztőit annak laptörténete sorolja fel. Ez a jelzés csupán a megfogalmazás eredetét és a szerzői jogokat jelzi, nem szolgál a cikkben szereplő információk forrásmegjelöléseként.